# 松本浩明
松本 浩明（まつもと ひろあき）は、日本テレビ放送網情報カルチャー局プロデューサー。

## 人物
- 元々「メレンゲの気持ち」のアシスタントプロデューサーを務めており、のちに編成局制作部→バラエティー局のプロデューサーとなる。
- バラエティー局所属時代は吉田真、土屋泰則、松崎聡男、鈴木雅人の下で、2010年4月からは中村英明の下で番組を制作していた。
- 2010年7月1日付で営業局に配属される。2014年12月1日付で現職。
- 2015年6月からは中村英明、染井将吾の下で、2016年6月からは2017年5月末までは森田公三の下で番組を制作していたが、現在は松岡至の下で特番を中心に制作している。

## 担当番組

### 現在
- はじめてのおつかい
- 全国高等学校クイズ選手権

### 過去
- メレンゲの気持ち（AP）
- アリゾナの魔法
- ミラクル☆シェイプ
- ぜんぶウソ
- 嵐の宿題くん
- 99プラス
- 潜在異色
- 魔女たちの22時
- ビートたけしのお笑いウルトラクイズ（第20回の復活版のみ）
- ものまねバトル
- ものまねグランプリ
- 最強の頭脳 日本一決定戦! 頭脳王
- PON!
- Music Lovers（営業）